# Perzinahaus

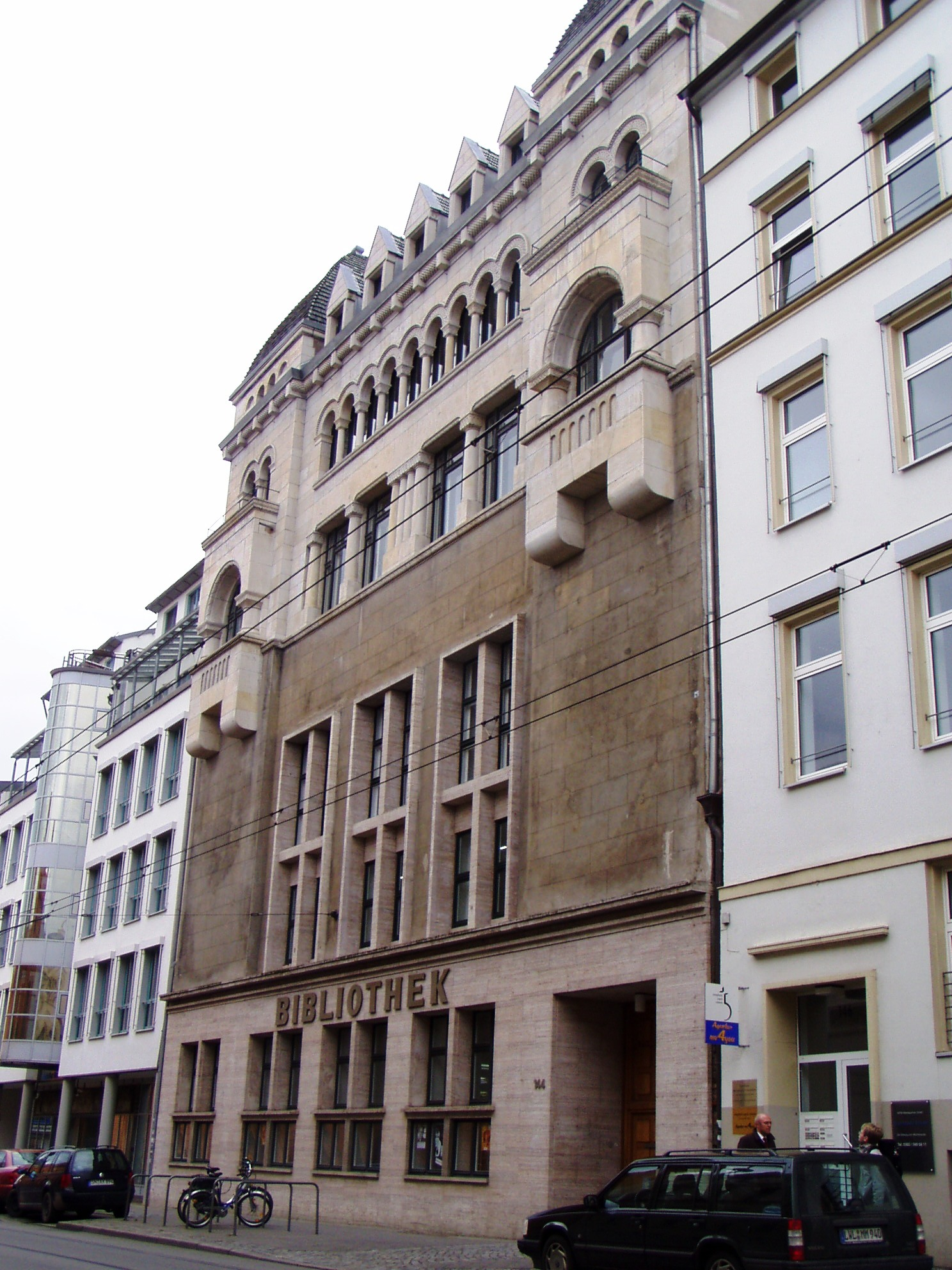
Straßenansicht des Perzinahauses, 2008

Das Perzinahaus in Schwerin, Stadtteil Paulsstadt, Wismarsche Straße 144 ist ein
Baudenkmal.

## Geschichte
Der fünfgeschossige historisierende Stahlbeton-Skelettbau wurde in den Jahren 1905 bis 1907 nach Plänen des Hofmaurermeisters Ludwig Clewe für die 1871 in Schwerin gegründete Pianofortefabrik Gebr. Perzina errichtet.
Die Fassade prägt der wuchtige neoromanische Stil. Die hellen und weitläufigen Räume im Treppenhaus, Vestibül und Saal sind im Empire-Stil ausgestattet, im Wohnbereich wurden Elemente des Jugendstils verwendet. Von der bauzeitlichen Fassade hat sich lediglich die obere Hälfte erhalten, wohingegen die unteren Etagen in der zweiten Hälfte des 20. Jahrhunderts stark überformt wurden.
Im Erdgeschoss befand sich der Ausstellungs- und Verkaufsraum. Im 1. Obergeschoss diente der zweistöckige Perzina-Saal mit 450 Sitzplätzen und einer guten Akustik mehrere Jahrzehnte als Konzert- und Veranstaltungssaal. Bekannte einheimische und auswärtige Künstler traten hier auf: der Komponist, Pianist und Dirigent Professor Max Reger, Magier und „Zauberphysiker“ Joachim Bellachini, Schriftsteller und Publizist Alexander Roda Roda, die Pianistin Maria Avani-Carreras und der Klavierpädagoge Alfred Hoehn. Vorstellungen technischer Neuerungen fanden hier ebenfalls geneigte Zuhörer: Der Tonbinde-Apparat Aerophor des Schweriner Hofmusikers Bernard Samuels oder die Jankó-Klaviatur weckten hier damals das Interesse der Fachwelt.
In der dritten und vierten Etage befanden sich großzügig gestaltete Repräsentations- und Wohnräume. Im Dachgeschoss lebten die Bediensteten.
Die Fertigung von Pianos in der Wismarschen Straße erfolgte bis etwa 1928. Nach der Zwangsversteigerung befanden sich kurze Zeit das Autohaus und die Werkstatt von Ernst Stürzenberger und eine Matratzen- und Polsterfabrik Niehaus im Gebäude.
1933 übernahm die NSDAP das Haus und richtete dort nach umfangreichem Innenausbau eine Druckerei, Redaktions- und Verwaltungsbüros für die Gauzeitung „Niederdeutscher Beobachter“ ein.
Nach dem Ende des Zweiten Weltkrieges zog die Landesdruckerei mit der Volkszeitung ein, ab September 1945 kamen die Volksstimme und von 1946 bis 1952 die Landeszeitung dazu. Die erste Ausgabe der Schweriner Volkszeitung entstand hier am 15. August 1952. Der Perzina-Saal wurde wieder für Konzerte, Lesungen und Theateraufführungen genutzt. Seit dem Fassadenumbau in den 1950er Jahren sind die großen Schaufenster sowie die beiden großen Rosetten-Fenster vermauert. 1982 zog die SVZ in ein neues Verlagsgebäude auf dem Dreesch.
Ab 1984 nutzte die Schweriner Stadtbibliothek das Haus. Der Perzina-Saal war nun Lese- und Veranstaltungssaal. Während der Sanierung wurde eine Spindeltreppe zum 1. OG eingebaut. 2013 zog die Bibliothek zum Klöresgang 3 um. Ein Verkauf des städtischen Hauses gelang nicht. Die 2016 beschlossene Sanierung für kulturelle Nutzungen hatte keinen Erfolg. Die Stadt will nun mit Landeshilfe das Gebäude zum Innovationszentrum für junge Unternehmer umfunktionieren.
Die Firma Gebr. Perzina bestand noch bis nach 1949. Musikinstrumente der Marke Perzina wurden von 1959 bis 1972 in Lenzen gefertigt. 1972 wurde die Firma enteignet und in die VEB Deutsche Piano-Union Leipzig eingegliedert und nach der Wende wieder privatisiert.
Ludwig Clewe entwarf und baute in Schwerin außerdem das Gebäude Schloßstraße 17 (Café Prag), die Wohnhäuser Bäckerstraße 22, Knaudtstraße 26 und Mozartstraße 14; den Aussichtsturm Kaninchenwerder und zusammen mit Gustav Hamann das ehemalige Standesamt.